# Edward Ancourt
Auguste Edvard Ancourt dit Edward Ancourt, né à Gamaches-en-Vexin le 28 août 1841, est un artiste lithographe français qui fut un important concepteur et imprimeur d'affiches de la fin du XIXe siècle, actif entre 1870 et 1898.

## Biographie
La vie d'Edward Ancourt est à ce jour peu connue. Originaire d'un petit village de l'Eure, fils d'un propriétaire terrien, il épouse le 15 juin 1874 Juliette Virginie Marie Fuchs à Paris dans le 17e arrondissement. Juliette est la fille d'un homme de lettres, Pierre Joseph Fuchs. Les témoins sont le libraire Alexandre Cordier, l'imprimeur Étienne Louis Mispolet et l'orfèvre Joseph Puiforcat, sans doute lié aux établissements du même nom et cofondés par la famille Fuchs, d'origine alsacienne .
Ancourt signe ses premiers dessins « Edw. A » puis « Edw. Ancourt », publiant dans des journaux satiriques dès le milieu du Second Empire, à savoir Le Bouffon dirigé par Charles-Lucien Huard, puis Le Tintamarre et le Journal amusant où il révèle un trait assuré qui lui vaut le succès.
Une partie de sa réputation provient du fait qu'il a illustré une importante quantité de partitions d'airs populaires, bouffons ou frivoles issus du registre de l'opéra-comique et du café-concert, romances, complaintes, chansons à boire signées entre autres par des paroliers comme son ami Villemer, qui travailla avec Fuchs, son beau-frère. Parallèlement, il commence à produire des affiches pour des imprimeurs parisiens comme Lemercier, Bognard ou L. Bathlot. Ses dessins, son sens de la couleur et de la typographie font merveille comme en témoigne sa série destinée aux scènes du music hall, par exemple, pour le gommeux Armand Ben.
Vers 1882, il ouvre une imprimerie lithographique, Delanchy, Ancourt & Cie, qui ajoute aux productions destinées aux arts de la scène, des affiches publicitaires pour des produits de grande consommation, des magasins, des romans publiés en feuilleton. Cette société devient ensuite l'imprimerie Edward Ancourt, son siège est au 83 rue du Faubourg-Saint-Denis. Elle semble fusionner avec l'imprimerie Bourgerie & Cie en 1893.
L'imprimerie Ancourt est, avec Chaix, l'un des gros acteurs de la production lithographiques parisiennes de la fin du siècle. Elle imprime parmi les plus célèbres affiches de Toulouse-Lautrec, à savoir Ambassadeurs - Aristide Bruant dans son cabaret (1892), L'Anglais au Moulin rouge (1892), Au Moulin Rouge, la Goulue et sa sœur (1892), Divan japonais (1893), May Belfort (1895), La Revue blanche (1895), sans doute en lien avec André Marty.
D'autres compositions d'artistes furent lithographiées dans les ateliers d'Ancourt, tels celles de Cândido de Faria, Hermann-Paul, Louis Abel-Truchet, Louis Anquetin, Ernest Clair-Guyot, Steinlein, Édouard Vuillard, Maxime Maufra, Ker Xavier Roussel, Pierre Bonnard, Maurice de Lambert, Jossot, Simas, etc.
Ancourt produit également sur ses presses des ouvrages très soignés, destinés à un public de collectionneurs, tel le Voyage d'Urien (1893), l'un des premiers livre d'André Gide, illustré par Maurice Denis, tiré à 300 exemplaires.
On perd sa trace après 1898.

## Quelques œuvres d'Ancourt

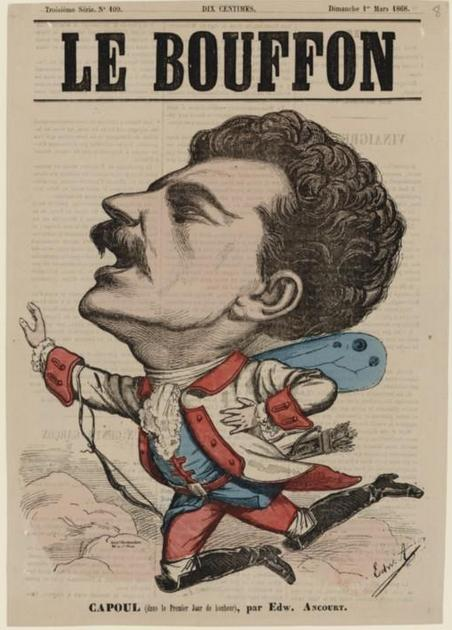
Portrait charge de Capoul paru dans Le Bouffon du 1er mars 1868.
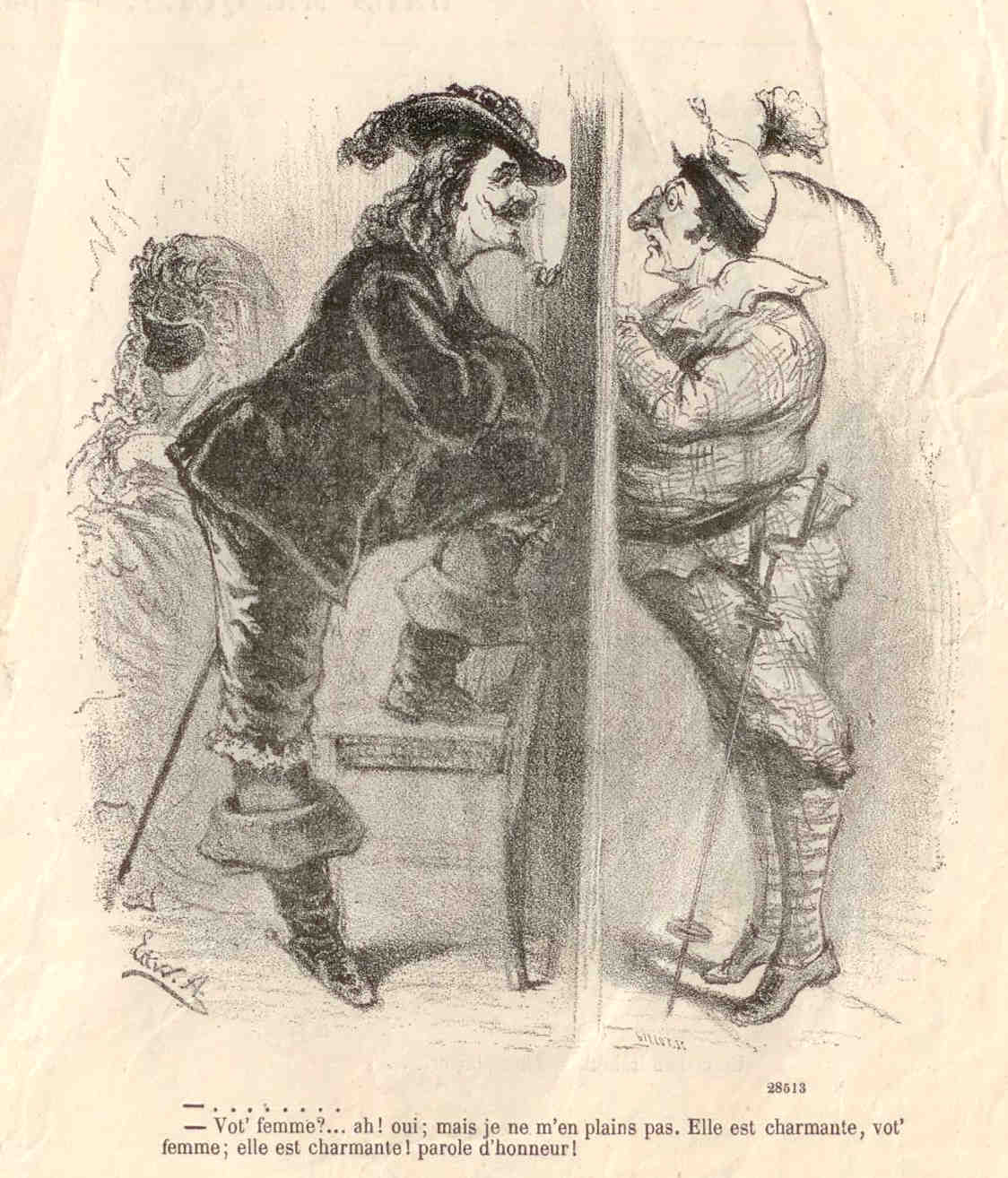
« Vot' femme?... ah! oui, mais je ne m'en plains pas. Elle est charmante, vot' femme, elle est charmante ! Parole d'honneur ! » Dessin d'Edward Ancourt illustrant les bals masqués du Carnaval de Paris, extrait du Journal Amusant, numéro 737, 12 février 1870.
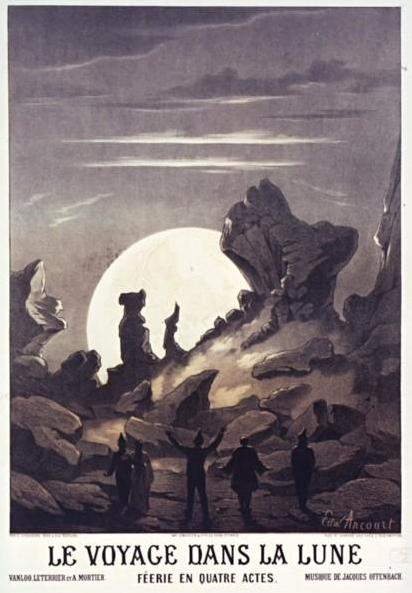
Le Voyage dans la lune (affiche, 1875)
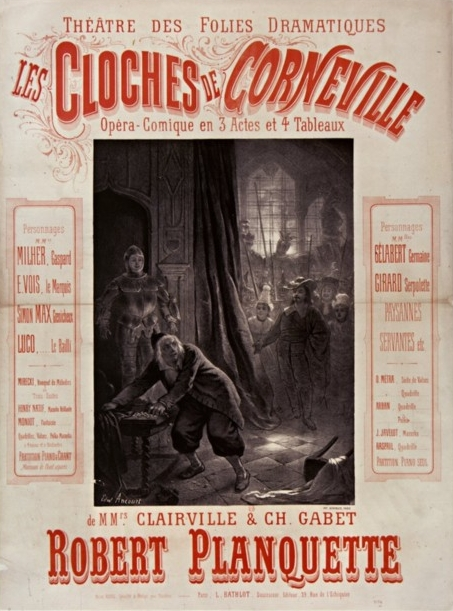
Les cloches de Corneville (affiche, 1877)
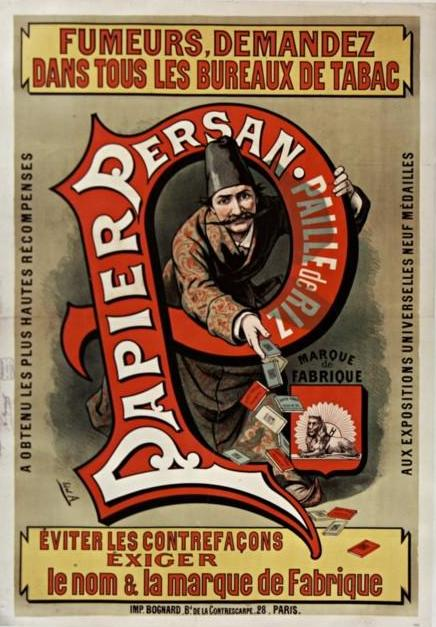
Papier Persan (affiche, 1881)
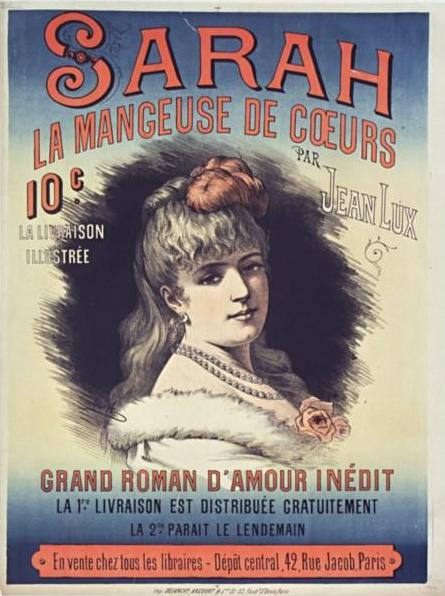
Sarah la mangeuse de cœurs (affiche, 1883)